# 류재발
류재발(柳再發, 1959년 6월 16일 ~ )는 대한민국의 제8대 대구광역시 동구의원이다.

## 학력
- 1971.03 ~ 1973.03 경산중학교 중퇴
- 영진전문대학교 콘텐츠디자인과 재학

## 경력
- 고산초등학교 37회 사무국장
- 새마을지도자 동구 협의회 이사
- 새마을금고 이사
- 안심1동 1통 통장
- 안심1동 명예동장
- 성덕재가돌봄센터 지역주민 대표
- 동구 환경감시단
- 자연보호 안심1동 협의회 초대 회장
- 세계육상선수권대회 안심1동 총무
- 안심1동 경로후원회 초대 총무
- 경림라이온스클럽 총무
- 동부경찰서 교통자문위원
- 안심1동 방위협의회 총무
- 율하자율방범대원 초대 위원
- 안심1동 주민자치위원
- 새마을 안심1동 협의회 감사
- 안심1동 주민자치위원회 위원
- 안심1동 경로후원회 운영위원장
- 율금초등학교 교통지도위원
- 자연보호 동구협의회 회장
- 새마을 교통봉사대 중앙본부 부대장
- 새마을 교통봉사대 대구지대 지대장
- 미래통합당 대구시당 동구 을 사회봉사위원장
- 2020.04 ~ 2022.06 제8대 대구광역시 동구의회 의원
- 2020.04 ~ 2020.07 제8대 대구광역시 동구의회 전반기 도시건설위원회 위원
- 2020.07 ~ 2022.06 제8대 대구광역시 동구의회 후반기 도시건설위원회 위원

## 수상
- 1996 ~ 2010 동구청장 4회 표창장
- 1999.03 자연보호중앙협의회 표창장
- 2000.10 대구지방환경관리청장 표창장
- 2001.03 대구율하초등학교장 감사패
- 2002.10 환경부장관 표창장
- 2002 안심1동 율하경로당 감사패
- 2004.12 행정자치부장관 표창장
- 2008.10 육군제8251 부대장 감사패
- 2008 ~ 2013 대구지방경찰청장 3회 감사장
- 2010 국무총리상 수상
- 2010.11 국무총리 표창상 수상
- 2011.10 자랑스러운 동구인상 수상
- 2016.02 율금초등학교 감사장

## 같이 보기
- 이석기
- 안경은
- 황순규
- 신해철

## 역대 선거 결과
|  | 13.91% |

|  | 17.65% |

|  | 62.40% |

|  | 12.99% |